# 公海に関する条約
公海に関する条約（こうかいにかんするじょうやく、英: Convention on the High Seas）は、1958年4月29日に作成され、1962年9月30日に発効した、前文と37カ条からなる条約である。公海条約と略称される。
第1次国連海洋法会議にて採択されたジュネーヴ海洋法4条約のひとつ。公海に関する一般国際法の原則を法典化したものである。63カ国が批准している。

## 採択の経緯
1947年、国連総会は国際法の法典化を任務とする国際法委員会を設立し、同委員会の第1会期においては14の項目が法典化の対象として議題となったが、領海制度や公海制度といった海洋法に関するテーマもその議題に含まれた。国際法委員会はJ.P.A.フランソワを特別報告者に任命し、フランソワの報告書や関係国の意見を参考にして委員会は1956年の第8会期において公海に関する規定を含む73カ条からなる海洋法の草案を採択した。国際法委員会はこの草案を条約として実効性あるものにすべく、国連総会に対して外交会議を招集し草案の審議を行うよう勧告した。この勧告を受けて国連総会は決議1105 (XI)を採択し、これにもとづき1958年にスイスのジュネーヴで開催された第1次国連海洋法会議に国際法委員会が作成した73カ条の草案が提出された。86カ国の参加による同会議では国際法委員会の草案をもとに審議がなされ、その結果本条約とともに領海条約、大陸棚条約、公海生物資源保存条約条約の4つの条約が採択された。この4つの条約はジュネーヴ海洋法4条約といわれる。
ジュネーヴ海洋法4条約制定時には、人類が開発可能な資源は浅瀬に限られており、深海の油田開発などは想定されていなかった。しかし石油プラットフォームの進歩によりこの想定が崩れると、ジュネーヴ海洋法4条約に大陸棚以外の経済開発に関する規定が欠如していること、大陸棚条約は大陸棚を「海底天然資源の開発が可能な限度までの海底」と規定しているために海底が際限なく各国の大陸棚になる可能性などが問題となった。1960年代以降の旧植民地の独立により、旧植民地国の沖合を公海として旧宗主国が開発し、資源を獲得する経済形態への反発も高まった(資源ナショナリズム)。深海の開発は資金力・技術力を有する旧宗主国等が圧倒的に有利であり、石油以外にもレアメタルも多く分布することが判明してからは、この反発は一層顕著になった。
これを受け、第三次国連海洋法会議により国連海洋法条約が採択され、1994年に発行した。当条約はジュネーヴ4海洋法条約に排他的経済水域、接続水域を追加し、公海の海底を深海底として区分し「人類の共同の財産」と規定する等を加えた内容で、これを代替する形となっている。

## 概要
公海の自由、船舶の国籍、衝突に関する刑事裁判管轄権、海賊行為、海底ケーブル・海底パイプラインなどについて規定する。公海における自由を行使する国家には、同じように公海の自由を享受する他国の利益に「妥当な考慮」を払う義務を課した（第2条）。ある船舶に対して国籍を付与するに際しては各国に広範な裁量権を認めた反面、その国と船舶との間に「真正な関係」が存在しなければならないとした（第5条）。公海における船舶衝突事故に関する刑事責任は、「当該船舶の旗国又はこれらの者が属する国」によってのみ追及することができることとされた（第11条）。私有の船舶・航空機の乗組員・乗客が行う「不法な暴力行為、抑留、略奪行為」を海賊行為として定義し（第15条）、これに対してはどの国の軍用船舶・航空機、政府船舶・航空機であっても警察権行使や拿捕、自国裁判所での起訴・処罰をすることができるとした（第19条、第21条）。ジュネーヴ海洋法4条約の他の3条約と比較すると、従来から国際慣習法であったものを規定化したものが多い。
1982年に採択された国連海洋法条約第7部の公海に関する規定は、若干の修正を加えながらも本条約の枠組みを維持したものであり、国連海洋法条約の締約国の間では4条約より国連海洋法条約の方が優先されることとなった（国連海洋法条約第311条第1項）。